# Вовчківці (Коломийський район)
Во́вчківці — село в Україні, у Снятинській міській громаді Коломийського району Івано-Франківської області. Герб села є промовистим.
Відповідно до Розпорядження Кабінету Міністрів України від 12 червня 2020 року № 714-р «Про визначення адміністративних центрів та затвердження територій територіальних громад Івано-Франківської області» увійшло до складу Снятинської міської громади.

## Географія
Село розташоване на лівому березі Пруту та його притоки Чорняви, за 11 км від центру громади, 8 км від залізничної станції Заболотів. 
У Вовчківцях є середня школа, клуб, бібліотека, фельдшерсько-акушерський пункт, відділення зв'язку, 2 магазини, АЗС, Ресторан-готель.

## Символіка

### Герб
У золотому щиті лазуровий вписаний пташиний хрест, обтяжений золотою тамгою (якщо тамгу розглядати як літеру В то герб буде подвійнопромовистим). Поверх усього біжить вовк, чорний в золоті і срібний в лазурі, з лазуровими очима, червоним язиком і срібними іклами.

### Прапор
У центрі квадратного жовтого полотнища прапора блакитна горизонтальна смуга, з'єднана в центрі полотнища з двома вузькими смугами, що виходять із кутів прапора від древка. У центрі блакитної лінії жовта тамга.

## Історія
Вовчківці вперше згадуються в історичних джерелах 27 травня 1437 року.1894 року тут народився поет і політичний діяч Д. І. Захарук (боєць інтернаціональної бригади в Іспанії). Жителі села урочисто відзначали 100-річчя від дня народження Т. Г. Шевченка. З промовою виступав В. С. Стефаник.
У 1934-1939 рр. село було центром ґміни Волчковце.
У Вовчківцях було встановлено обеліск воїнам, що загинули під час боїв у 1944 р.
У 2018 р. відкрили дитячий садок.
Також згідно однієї з легенд походження села місцеві жителі є нащадками перевертнів. Базуються такі легенди на тому що колись там пооживала вовча зграя.

## Населення

### Мова
Розподіл населення за рідною мовою за даними перепису 2001 року:
| Мова            | Кількість | Відсоток |
| --------------- | --------- | -------- |
| українська      | 2295      | 99.61%   |
| російська       | 8         | 0.35%    |
| інші/не вказали | 1         | 0.04%    |
| Усього          | 2304      | 100%     |

## Церква
Церква Успіння Пресвятої Богородиці — дерев'яна, виставлена і благословенна в 1860 р., пам'ятник архітектури № 936, належить до ПЦУ. Настоятель — митрофорний протоієрей Іван Коржинський.
Церква Вознесіння Господнього належить релігійній громаді УГКЦ. Настоятель о. Ярослав Стеф'юк. Будується нова церква.

## Відомі люди

### Священники
- о. Андрій Щуровський 1832-1840
- о. Афанасій Левинський
- о. декан Михайло Коржинський 1860-1882 р.[7]
- о. Олександр Білинкевич 1900 р.
- о. Євген Бахталовський (*1861-+1919)
- о. Антоній Дмитраш

народився в Ямниця 16 серпня 1871 року, 15 березня 1896 року був рукоположений в сан священика єпископом Преосвященним Юліаном Пелешем. За все своє життя він пропрацював у багатьох селах, незмінно користуючись авторитетом серед своїх прихожан. 
З 1 квітня 1896 року був призначений сотрудником в Мишині, з 17 травня 1897 року - в Заболотові, а з 18 листопада - на тій же посаді, Межигорді Устенського деканату. Завідувателем парохії о. Дмитраш був спочатку в Рибні Косівського деканату (1898-1899), потім в Пилипках (9.04. 1900-15.03. 1901), у Тязеві - з жовтня 1902 року до 20 грудня цього року, в Олешкові з 21 грудня 1902 p., у Новоселиці з 30 січня 1904 року і до 11 березня 1904 року і, нарешті, у Залучу над Черемошем з 1 грудня 1904 року. 
24 липня 1905 року офіційно стає парохом в Залучу. Священиком в цьому селі був до 4 квітня 1913 року, паралельно будучи ще завідувателем з 1 листопада 1911 року у Вашківцях. 
5 квітня 1913 року  введений на парохію в село Будилів (Снятинський район). 
Зважаючи на його чималий досвід душпастирства і авторитет на Снятинщині, 4 квітня 1914 року  іменований дійсним деканом Снятинським. Працював на цій посаді 10 років до 31 березня 1924 року. Якийсь час  виконував обов’язки завідувача і в Русові (до 20 жовтня 1917 року). Після війни з 22 жовтня 1921 року був введений на парохію Вовчковець, а 1 березня 1928 року починає працю священика в селі Заріччі Надвірнянського деканату.  30 серпня 1928 року іменований першим містодеканом Надвірнянським. В Заріччі був парохом до своєї смерті - 29 квітня 1936 року.
- о. Олександр Мальчинський (*1896 — +1962) рукоположений 1928 р., з 1928 - 1929 рр. смт. Солотвин, Борогодчанський повіт, адміністратор парохії, з 1929 - 1932 р. с. Панівці Зелені, Тернопільський повіт, адміністратор парохії.

Настоятель 1932-1938 р.
- о. Володимир Купчинський (*1885 - +?) рукоположений 1913 р., Настоятель 1938-1945 р.
- о. Микола Андрушко 1945-1965 р., за його настоятельства згоріла в 1957 році Вознесенська церква в Горішному куті.
- о. Йосип Мельниченко 1965-1984 р.
- о. Микола Харук (*1933 — +2003) Настоятель 1984-1985 р.
- о. Василь Палійчук (*1947 — с. Ганьківці) Настоятель 1985-1987 р.
- о. Іван Коржинський (*1952 — с. Ліски) Настоятель з 1987 р.

### Проживали
- Григорій Запаренюк — господар (селянин), посол до Галицького сейму 1-го скликання.[8]
- Равлюк Василь — педагог і організатор освітнього процесу, фольклорист і громадський діяч, народний вчитель.
- Стецик Василь — господар,(селянин) воюав за Україну.

### Поховані
Степан Куфлюк (1890 — 1932) — хорунжий УСС